# 张学文 (1935年)
张学文（1935年10月—），男，汉族，陕西汉中人，中国中医学家，陕西中医学院主任医师、教授，陕西中医药大学名誉校长，首届国医大师。